# Gültekin Emre

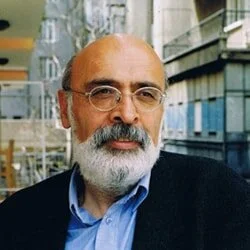
Gültekin Emre, 2000

Gültekin Emre (* 1951 in Konya, Türkei) ist ein Berliner Heimatforscher, türkischsprachiger Lyriker und Übersetzer aus dem Russischen ins Türkische.

## Leben
Der gebürtige Türke studierte an der Universität Ankara Slawistik und veröffentlichte, bevor er nach Deutschland ging mehrere Gedichtbände. Auch übersetzte er Werke russischer Autoren ins Türkische, u. a. Maxim Gorki und Wladimir Majakowski. Seit 1980 lebt und wirkt Emre in Berlin. Seine 1983 erstmals im Ararat-Verlag veröffentlichten Recherchen 300 Jahre Türken an der Spree über „ein vergessenes Kapitel Berliner Kulturgeschichte“, erfuhren 1997 eine Wiederauflage. Regional erschien die Publikation Berlin in der türkischen Literatur. Darüber hinaus veröffentlichte Emre weitere Gedichtbände in Deutschland, sowohl in deutscher als auch in türkischer Sprache. Überdies wirkte Emre zur Thematik „Türken an der Spree“ an dem Film Import-Export – Eine Reise in die deutsch-türkische Vergangenheit (2006) mit.

## Werke (Auswahl)
Belletristik
- Liebe und Miniaturen. Gedichte. Babel-Verlag, Berlin 1991, ISBN 3-928551-02-7.
- Nachtträume. Gedichte („Gece Düşleri“). Dağyeli-Verlag, Frankfurt/M. 1985, ISBN 3-924320-23-3.

Sachbücher
- 300 Jahre Türken an der Spree. Ein vergessenes Kapitel Berliner Kulturgeschichte. Önel Verlag, Köln 1997, ISBN 3-929490-30-7.